# 가브리엘레 베네치아노
가브리엘레 베네치아노(이탈리아어: Gabriele Veneziano, 1942년 9월 7일 –)은 이탈리아의 이론 물리학자이다. 끈 이론의 창시자 가운데 하나다.

## 생애
가브리엘레 베네치아노는 1942년 9월 7일 이탈리아 피렌체에서 태어났다. 피렌체에 있는 레오나르도 다빈치 과학고등학교(Liceo Scientifico “Leonardo da Vinci”)를 졸업하고, 1960년 피렌체 대학교에서 물리학을 공부하여 1965년 졸업하였다.
이스라엘 바이츠만 과학 연구소에서 박사 과정을 밟았고, 1966년 7월 에디 파치피치(Edy Pacifici)와 결혼하였다. 1967년 졸업한 뒤, 매사추세츠 공과대학교와 CERN에 있었다. 1972년 바이츠만 과학 연구소 정교수가 되었으며, 1976년에 다시 CERN에 되돌아갔다. 2004년에 프랑스 파리에 있는 콜레주 드 프랑스로 옮겼다.

## 수상 경력
- I. Ya. Pomeranchuk Prize (모스크바), 1999
- Gold medal della Repubblica Italiana come Benemerito della Cultura, 2000
- 미국 물리학회 Dannie Heineman Prize for Mathematical Physics, 2004
- 이탈리아 물리학회 Enrico Fermi Prize, 2005
- 아인슈타인 메달, 2006
- 클라인 메달, 2007
- Commendatore al merito della Repubblica Italiana, 2007
- 유니버시티 칼리지 더블린 제임스 조이스 상, 2009
- Felice Pietro Chisesi and Caterina Tomassoni Prize, 2009

## 참고 문헌
1. ↑  Gasperini, F.; Maharana, J. (2008). 〈Gabriele Veneziano: A Concise Scientific Biography and an Interview〉.   Gasperini, Maurizio; Maharana, Jnan. 《String Theory and Fundamental Interactions – Gabriele Veneziano and Theoretical Physics: Historical and Contemporary Perspectives》 (PDF). Lecture Notes in Physics 737. Springer. 3–27쪽. doi:10.1007/978-3-540-74233-3_1. ISBN 978-3-540-74232-6. [깨진 링크(과거 내용 찾기)]